# Доброскокин, Леонид
Леонид Доброскокин (род. 13 февраля 1952, Воронеж) — советский пловец. Мастер спорта СССР международного класса.
Вырос в городе Волжский, где его мать работала на строительстве гидроэлектростанции. В 1967 году стал победителем соревнований «Олимпийские надежды» в Ростоке (ГДР), проплыв 200 метров на спине с результатом 2.14,5, установив рекорд среди юношей.
Победитель Спартакиады народов СССР 1967 года. Участник Олимпийских игр 1968 года в Мехико, где занял шестое место на 200 метрах на спине.
Трёхкратный чемпион СССР (1968, 1971, 1972). В 1971 году установил рекорд страны на дистанции 200 метров на спине (2.11,3), который держался в течение трёх лет.
Выступал за общество «Труд» (Волгоград). Тренировался под руководством Тамары Баландиной.